# Labiobarbus leptocheilus
Labiobarbus leptocheilus е вид лъчеперка от семейство Шаранови (Cyprinidae). Видът не е застрашен от изчезване.

## Разпространение и местообитание
Разпространен е във Виетнам, Индонезия (Калимантан, Суматра и Ява), Камбоджа, Китай (Юннан), Лаос, Мианмар и Тайланд.
Обитава сладководни басейни и реки.

## Описание
На дължина достигат до 30 cm.